# Kath Weston
Kath Weston (* 2. November 1958 in Illinois) ist eine US-amerikanische Anthropologin, Autorin und Wissenschaftlerin. Sie ist Guggenheim-Stipendiatin und hat zweimal den Ruth-Benedict-Preis für anthropologische Arbeiten erhalten.

## Leben
Weston studierte an der University of Chicago (B.A., 1978; M.A., 1981) und an der Stanford University (M.A., 1984; Ph.D., 1988).
Von 1989 bis 1990 arbeitete sie zunächst am Center for Advanced Feminist Studies an der University of Minnesota. Danach wurde sie von 1990 bis 1998 Assistenz- und später außerordentliche Professorin für Anthropologie an der Arizona State University. Im Jahr 2001 wurde sie Direktorin für Studien über Frauen, Geschlecht und Sexualität an der Harvard University. Derzeit ist sie Professorin für Anthropologie an der University of Virginia.
Weston erhielt 2011 ein Guggenheim-Stipendium in den Bereichen Anthropologie und Kulturwissenschaften. Weston, selbst homosexuell, wurde 1990 mit dem Ruth-Benedict-Preis für ihre Monographie Families We Choose: Lesbians, Gays, Kinship, und eine zweite solche Auszeichnung im Jahr 1997 für ihre Monographie Render Me, Gender Me: Lesbians Talk Sex, Class, Color, Nation, Studmuffins.

## Werke
- Animate Planet: Making Visceral Sense of Living in a High-Tech Ecologically Damaged World (2017)
- Traveling Light: On the Road with America’s Poor (2008)
- Gender in Real Time: Power and Transience in a Visual Age (2002)
- Long Slow Burn: Sexuality and Social Science (1998)
- Render Me, Gender Me (1996)
- Families We Choose: Lesbians, Gays, Kinship (2nd ed. 1997)[5]